# Padeilemähder
Padeilemähder este o arie protejată (sit de importanță comunitară — SCI) din Austria întinsă pe o suprafață de 32 ha, integral pe uscat.

## Localizare
Centrul sitului Padeilemähder este situat la coordonatele 47°05′33″N 11°22′18″E / 47.0924°N 11.3718°E.

## Înființare
Situl Padeilemähder a fost declarat sit de importanță comunitară în decembrie 2018 pentru a proteja un număr necunoscut de specii din flora spontană și fauna sălbatică aflate în arealul zonei.

## Biodiversitate
Situată în ecoregiunea alpină, aria protejată conține 1 habitat natural: Fânețe montane.
La baza desemnării sitului se află un număr nedeclarat de specii protejate.